# Житомирская политехника
Государственный университет «Житомирская Политехника» (укр. Державний університет «Житомирська політехніка») — государственное техническое учебное заведение высшего образования Украины, расположенное в городе Житомир.

## История
На основании Приказа Министерства высшего и среднего специального образования УССР от 11.03.1960 года № 84 и Приказа Киевского политехнического института от 24.11.1960 года № 194 Волынский (Житомирский) индустриальный техникум стал общетехническим факультетом КПИ. Студенты, работавшие на предприятиях, учились на факультете в течение трех лет, после чего имели возможность окончить обучение в других учреждениях высшего образования Украинской ССР или Советского Союза. 1 сентября 1960 году к занятиям на общетехническом факультете (ОТФ) приступили первые 175 студентов.
Факультет начал работать в помещении Житомирского педагогического института (ныне Житомирский государственный университет имени Ивана Франко); первым его деканом был избран кандидат экономических наук, доцент Василий Иванович Анашкин. В начале 1964/65 учебного года общее количество студентов ОТФ уже составляло 1052 человека. С сентября 1966 года факультет находился в специально построенном четырёхэтажном доме по ул. Пушкинской, 44.
В 1967 году на общетехническом факультете было открыто вечернее отделение по полному циклу обучения по двум специальностям: технология машиностроения (металлорежущие станки и инструменты); автоматика и телемеханика. В 1969 году завершено строительство части учебно-лабораторного корпуса по улице Чудновской, 103, куда была переведена часть кафедр и лабораторий. Приказом Министерства образования УССР № 192-1 от 26.11.1974 года ОТФ с 1 января 1975 года стал Житомирским филиалом Киевского политехнического института.
Первым директором филиала стал кандидат технических наук, доцент В. Г. Баженов (1966—1976). Директором филиала в 1976—1979 годах был кандидат технических наук, доцент В. С. Северилов; с марта 1979 года — доктор технических наук, профессор Б. Б. Самотокин. Подготовку специалистов по семи специальностям начали осуществлять двенадцать кафедр, а среднегодовой контингент студентов составлял 620 человек.
С 1983 года по филиале началась подготовка инженеров-электромехаников по специальности «Робототехнические системы и комплексы». В 1989 году была открыта физико-математическая школа, которая позже была реорганизована в 1-й Городской лицей. В 1993 году в филиале был создан факультет переподготовки специалистов и тем самым закончено создание системы непрерывного образования. 2 апреля 1994 года Постановлением Кабинета Министров № 212 на базе Житомирского филиала Киевского политехнического института основан Житомирский инженерно-технологический институт (ЖИТИ).
В 2003 году Распоряжением Кабинета Министров Украины от 17 марта 2003 № 149-р институт был реорганизован путем преобразования в Житомирский государственный технологический университет (ЖГТУ). 26 марта 2019 года в соответствии с приказом Министерства образования и науки Украины Украины № 397 название учебного заведения было изменено на Государственный университет «Житомирская политехника».
В числе выпускников вуза:
- SOE (певица)
- Гринберг, Исаак Павлович
- Гундич, Игорь Петрович
- Матвийчук, Владимир Николаевич
- Олейник Оксана Викторовна[укр.]

В 1998 году команда Житомирского инженерно-технологического института «Девчонки из Житомира» была участницей Высшей лиги КВН.